# 228 (عدد)
228 هو عدد صحيح  طبيعي بين 227 و229

## في الرياضيات

### خصائص
- 228عدد زوجي
- 228عدد زائد
- 228 عدد مضلعي (77 أضلاع-...)